# Varões apostólicos

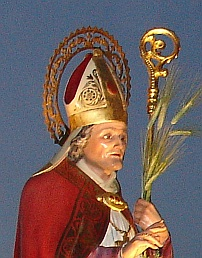
Santo Hesíquio.

Por sete varões apostólicos são conhecidos sete clérigos cristãos ordenados em Roma pelos apóstolos (discípulos do apóstolo São Tiago Maior mas designados por São Paulo de Tarso e São Pedro) que foram à Hispânia para evangelizar. São eles Torcato de Acci, Tesifonte, Indalécio, Segundo, Eufrásio, Cecílio e Hesíquio.